# Museum der Roma-Kultur

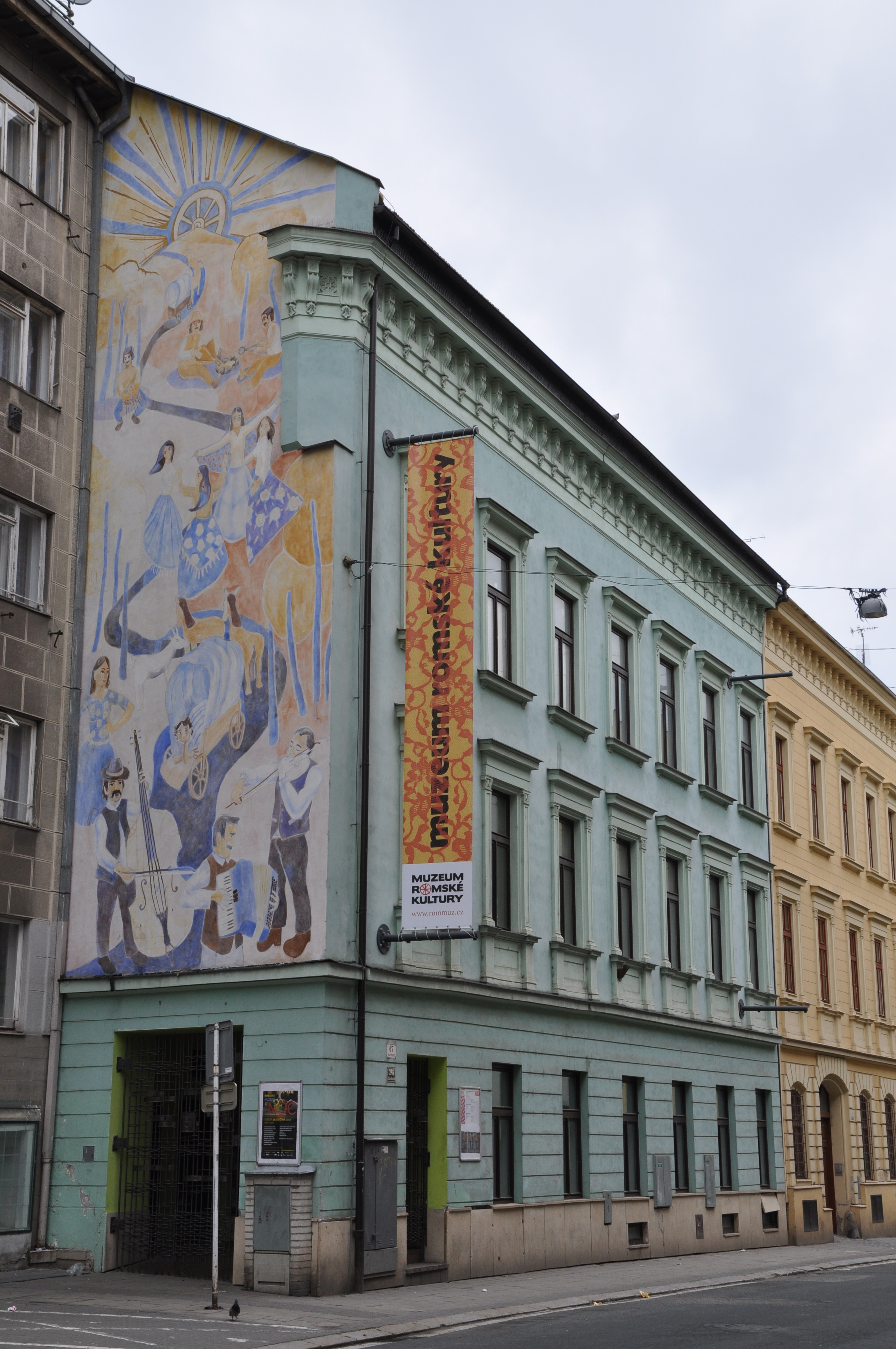
Museum der Roma-Kultur in Brünn

Das Museum der Roma-Kultur (tschechisch Muzeum romské kultury) ist eine Institution zur Pflege der Geschichte und Kultur der Roma. Es befindet sich in Brünn in Tschechien.

## Geschichte
Gegründet wurde es von Roma aus Brünn im Jahre 1991, kurz nach der Samtenen Revolution, was es zur ältesten Institution ihrer Art der Welt macht. Nachdem es zuerst nur provisorisch untergebracht wurde, zog es 2001 in das heutige Gebäude auf der Bratislavská-Straße um, die allgemein als das Zentrum der Roma-Gemeinde in Brünn angesehen wird. Seit dem 1. Dezember 2005 gibt es den ersten Teil der Dauerausstellung. Dieser behandelt das Leben, die Kultur und wichtige Ereignisse der Roma von 1945 bis 2005. In sechs Räumen auf etwa 280 m² soll der Weg der Roma von Indien bis ins heutige Zeitalter nachgezeichnet werden. Seit 1. Oktober 2003 ist die Ethnologin und Museologin Jana Horváthová, die sich auch bereits an der Gründung 1991 beteiligte, die Museumsdirektorin.
Zum Museum soll auch die Gedenkstätte an das KZ Lety gehören, in dem viele Roma inhaftiert waren und Zwangsarbeit zu leisten hatten.

## Sammlungen
Im Museum sollen die Besucher Einblicke in die Lebenswelten, Kultur, Herkunft, Sprache der Sinti und Roma bekommen. Ebenso werden temporäre Ausstellungen gezeigt, größtenteils Kunst und Photographie. Sie entstammen sowohl eigenen Sammlungen, enthalten aber auch geliehene Objekte. Zusätzlich ist das Museum ein wichtiges Forschungszentrum dieser Volksgruppe in Mitteleuropa. Insgesamt zeigt das Museum etwa 30.000 Exponate, die öffentliche Bibliothek hat einen Bestand von 3.000 Büchern, Zeitschriften, CDs.

## Veranstaltungen
Es finden vom Museum organisierte Lesungen, Konzerte oder Diskussionsrunden statt. Auch Romanes-Sprachkurse werden organisiert. Nachmittags hat der Klub für Romakinder aus dem Viertel geöffnet. Es gibt jeweils ein Programm, das von Freiwilligen mit den Kindern gestaltet wird, beispielsweise Theater, Tanz, Zeichnen.